# Elenitza Canavati
Elenitza Canavati Hadjopulos (Monterrey, Nuevo León, México; 20 de diciembre de 1972) es una política mexicana, Licenciada en Relaciones Internacionales. Fue Directora Estatal del Sistema DIF Nuevo León.

## Educación y vida personal
Hija de Ricardo Canavati Tafich. Estudió la Licenciatura en Relaciones Internacionales en la Universidad Iberoamericana Campus Santa Fe con Mención Honorífica.

## Actividad Partidista
Durante el año 2000 fue Coordinadora del Grupos de Jóvenes en la Campaña Presidencial en Nuevo León, de Francisco Labastida Ochoa por parte del Partido Revolucionario Institucional. En 2001 fue Secretaria General Adjunta del Frente Mujeres Jóvenes del PRI y desde ese año es Consejera Nacional de la Fundación Colosio.

## Carrera profesional

### Organismos de la sociedad civil
En Fundación Unidos, AC se desempeñó como Coordinadora del Voluntariado en 1999 y en 2007 como Directora de Relaciones Institucionales. En 1995 fungió como Coordinadora de Eventos Especiales en UNICEF México.

### Organismos públicos
De octubre de 2009 a mayo de 2011 se desempeñó como Directora del Sistema DIF en el Estado de Nuevo León. Dentro de este mismo sistema previamente se desempeñó como Directora Adjunta y Coordinadora de Voluntariado de 2003 a 2006.

## Cargos de Elección Popular

### Ayuntamiento de Monterrey
En 2009 fue Regidora del Ayuntamiento de Monterrey, Nuevo León.